# Jim Ryun
James Ronald (Jim) Ryun (Wichita, 29 april 1947) is een voormalige Amerikaanse atleet en politicus. Hij nam driemaal deel aan de Olympische Spelen en won hierbij één zilveren medaille. Ook verbeterde hij diverse wereldrecords op de middellange afstand. Hij was lid van de Republikeinse partij van 1996 tot 2007 en lid van het Huis van Afgevaardigden.

## Biografie

### Atletiek
Ryun groeide op in Wichita en was de zoon van een instrumentenmaker. Als zeventienjarige scholier van de Wichita High School East in Wichita, Kansas liep hij de mijl binnen de vier minuten (3.59,0). Daarmee was hij in 1964 veruit de jongste atleet, die de mijl ooit binnen de vier minuten had afgelegd. Een jaar later versloeg hij de olympisch kampioen en wereldrecordhouder Peter Snell uit Nieuw-Zeeland en verbeterde hij het Amerikaanse record tot 3.55,3. Dit record zou 36 jaar blijven bestaan als High Schoolrecord, totdat het in 2001 werd verbeterd door Alan Webb tot 3.53,43.
Als zeventienjarige maakte hij ook zijn olympische debuut op de 1500 m bij de Spelen van Tokio. Hier sneuvelde hij met 3.55,0 in de halve finale. Een jaar later werd hij voor de eerste keer Amerikaans kampioen op de Engelse mijl. Deze titel zou hij drie achtereenvolgende malen winnen. In 1966 werd hij voor zijn prestaties door Sports Illustrated uitgeroepen tot sportman van het jaar. Hij had toen als negentienjarige al de eerste wereldrecords op zijn naam geschreven: op de 880 yd in 1.44,9 en de mijl in 3.51,3.
Een jaar later won hij voor het derde achtereenvolgende jaar de Amerikaanse titel op de mijl, nadat hij van start tot finish aan de leiding had gelegen en de laatste ronde in een verwoestende 52,5 seconden had afgelegd. Twee weken later haalde hij in Los Angeles 2,5 seconden af van het wereldrecord op de 1500 m, dat Herb Elliott tijdens de Olympische Spelen van 1960 had gevestigd, door 3.33,1 te lopen. Hij liet bij die gelegenheid Kip Keino, die tot 3.37,2 kwam, ver achter zich.
Bij de Olympische Spelen van Mexico-Stad was Jim Ryun vanwege zijn wereldrecords op de 880 yd, 1500 m en de mijl favoriet voor de eindoverwinning op de 1500 m. Hij had er echter een weinig gelukkig jaar opzitten. Door ziekte had hij zijn training langdurig moeten onderbreken. Bovendien was hij mentaal geïntimideerd door de grote hoogte waarop de Spelen plaatsvonden. En dan was daar ook nog de Keniaan Kip Keino, die vastbesloten was om de kampioen te vernederen die hem het jaar ervoor in Los Angeles voorbij was gestreefd. In de finale bleek Ruyn dan ook niet opgewassen tegen het hoge tempo dat Keino, gedurende de eerste 700 meter daarbij geholpen door zijn landgenoot Ben Jipcho, ontwikkelde. De eerste 400 meter ging in 56 seconden, de 800 in 1.53,3. Ryun had toen al een achterstand van 4 seconden opgelopen. In tegenstelling tot wat iedereen verwachtte, verzwakte Keino daarna geen moment en kwam hij in 3.34,91 met ruime voorsprong over de finish. Ryun finishte in 3.37,89 drie seconden later en veroverde hiermee 'slechts' zilver.
In 1972, bij zijn laatste olympische optreden bij de Olympische Spelen van München, kwam hij ten val in de voorrondes van de 1500 m en was hiermee uitgeschakeld. Nadien bereikte hij nooit meer de vorm van weleer, ook al bleef hij nog lang, zelfs als veteraan, actief.
In 1980 werd Ryun opgenomen in de Hall of Fame van USA Track & Field en in 2003 in de Hall of Fame van het Amerikaanse langeafstandslopen.

### Politiek
Na zijn studie fotojournalistiek aan de Universiteit van Kansas ging Jim Ryun werken als fotojournalist, organiseerde hij trainingskampen en deed nog wat kleine zaken hiernaast. In 1994 ging hij in de politiek. Hij werd in 1996 verkozen tot het Amerikaanse Huis van Afgevaardigden om de vrijgekomen zetel van Sam Brownback te bezetten. Van 27 november 1996 tot 3 januari 2007 zat hij in het congres van de Amerikaanse staat Kansas. Hij zette zich onder meer in voor lagere ziektekostenpremies voor mensen die door fysiek actief te blijven hun lijf goed verzorgen.

## Titels
- Amerikaans kampioen 1 Eng. mijl - 1965, 1966, 1967
- NCAA-kampioen 1 Eng. mijl - 1967
- NCAA-indoorkampioen 1 Eng. mijl - 1967, 1968, 1969
- NCAA-indoorkampioen 2 Eng. mijl - 1968

## Records

### Persoonlijke records
| Onderdeel   | Prestatie | Jaar |
| ----------- | --------- | ---- |
| 800 yd      | 1.44,2    | 1966 |
| 1500 m      | 3.33,1    | 1967 |
| 1 Eng. mijl | 3.51,1    | 1967 |
| 2 Eng. mijl | 8.25,2    | 1966 |
| 5000 m      | 13.38,2   | 1972 |

### Wereldrecords
| Afstand              | Tijd   | Datum            | Plaats      |
| -------------------- | ------ | ---------------- | ----------- |
| 880 yd               | 1.44,9 | 10 juni 1966     | Terre Haute |
| 1500 m               | 3.33,1 | 8 juli 1967      | Los Angeles |
| 1 Eng. mijl          | 3.51,3 | 17 juli 1966     | Berkeley    |
| 1 Eng. mijl          | 3.51,1 | 23 juni 1967     | Bakersfield |
| 1 Eng. mijl (indoor) | 3.56,4 | 19 februari 1971 | San Diego   |

## Palmares

### 1500 m
- 1968:  OS - 3.37,8

### 1 Eng. mijl
- 1965:  Amerikaanse kamp. - 3.55,3
- 1966:  Amerikaanse kamp. - 3.58,6
- 1967:  Amerikaanse kamp. - 3.51,1
- 1967:  Emsley Carr Mile - 3.56,02

## Onderscheidingen
- Sportsman of the Year by Sports Illustrated - 1966
- James E. Sullivan Award - 1966
- Track & Field News atleet van het jaar - 1966, 1967
- ABC Wide World of Sports atleet van het jaar - 1968

- World Athletics: 14354765
- International Standard Name Identifier: 0000 0000 6732 3972
- Library of Congress Control Number: n83056573
- Système universitaire de documentation: 074328956
- Biographical Directory of the United States Congress: R000566
- Virtual International Authority File: 21053481
- WorldCat: E39PBJppyVWQFYfvwBVfcYFqcP